# Credit Saison

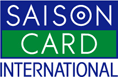
Logo der Saison Card

K.K. Credit Saison (jap. 株式会社クレディセゾン Kabushiki-gaisha Kuredi Sezon, englisch Credit Saison Co., Ltd.) ist ein japanisches Finanzdienstleistungsunternehmen, das der Mizuho Financial Group angegliedert ist. Credit Saison wurde im Jahr 1946 gegründet und ist der drittgrößte Kreditkarten-Emittent mit über 20 Millionen Karteninhabern in Japan, hinter JCB und Visa Japan.